# 盧瑀
盧瑀（1432年—？），字希玉，浙江寧波府鄞縣人，軍籍。明朝政治人物。進士出身。

## 生平
成化元年（1465年）舉乙酉科浙江鄉試，成化五年（1469年）登進士，授刑科給事中，后上疏蠲淮、揚逋課十余萬，清理西北勒市戰馬等事，得到批准。之後升工科都給事中，曾與秦昇等人因進言獲罪，貶為長沙通判，官至廣平知府。

## 家族
曾祖盧祥卿，曾任知縣。祖父盧敬。父亲盧軿。